# المعتصم صديق
المعتصم حسن صديق مواليد 30 أبريل 2002، هو لاعب كرة قدم سعودي يلعب حالياً لنادي العين كجناح.

## مسيرة اللاعب
بدأ في نادي الاتحاد وأعير إلى نادي الخلود في عام 2023 ولعب بعدها في نادي العين.